# Ian Ashley
Ian Hugh Gordon Ashley (n. 26 octombrie 1947, Wuppertal, Germania) este un fost pilot englez de Formula 1 care a evoluat în Campionatul Mondial între anii 1974 și 1977.

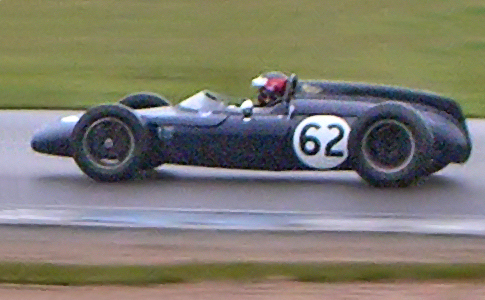
Ashley la volanul bolidului LDS-Alfa Romeo